# Raúl González Gutiérrez
Raúl González Gutiérrez (Valladolid, 8 de enero de 1970) es un entrenador de balonmano y exbalonmanista español. Es el actual entrenador del Paris Saint-Germain Handball.

## Trayectoria
Como jugador del balonmano base se inició en el colegio vallisoletano de San Viator, cuna del balonmano vallisoletano.
Como jugador, militó durante toda su carrera en el Club Balonmano Valladolid y en su predecesor, el ACD Michelín, con el que lució el número 14 durante toda su etapa deportiva, conquistando una Copa del Rey y una Copa ASOBAL. Su número ha sido retirado por el club como homenaje.
En su palmarés, además de la Copa del Rey y la Copa ASOBAL ya mencionadas, cabe destacar la medalla de bronce obtenida en el Campeonato de balonmano de los Juegos Olímpicos de Atlanta 1996.
El Campeonato de Europa de 1996 fue su primer campeonato internacional que disputó con la selección española, logrando la medalla de plata en el mismo y por tanto la clasificación olímpica para los Juegos Olímpicos de Atlanta 1996. En la final disputada ante Rusia, dispuso del último balón para haber podido forzar la prórroga, pero su lanzamiento fue detenido por el guardameta ruso Andrey Lavrov.

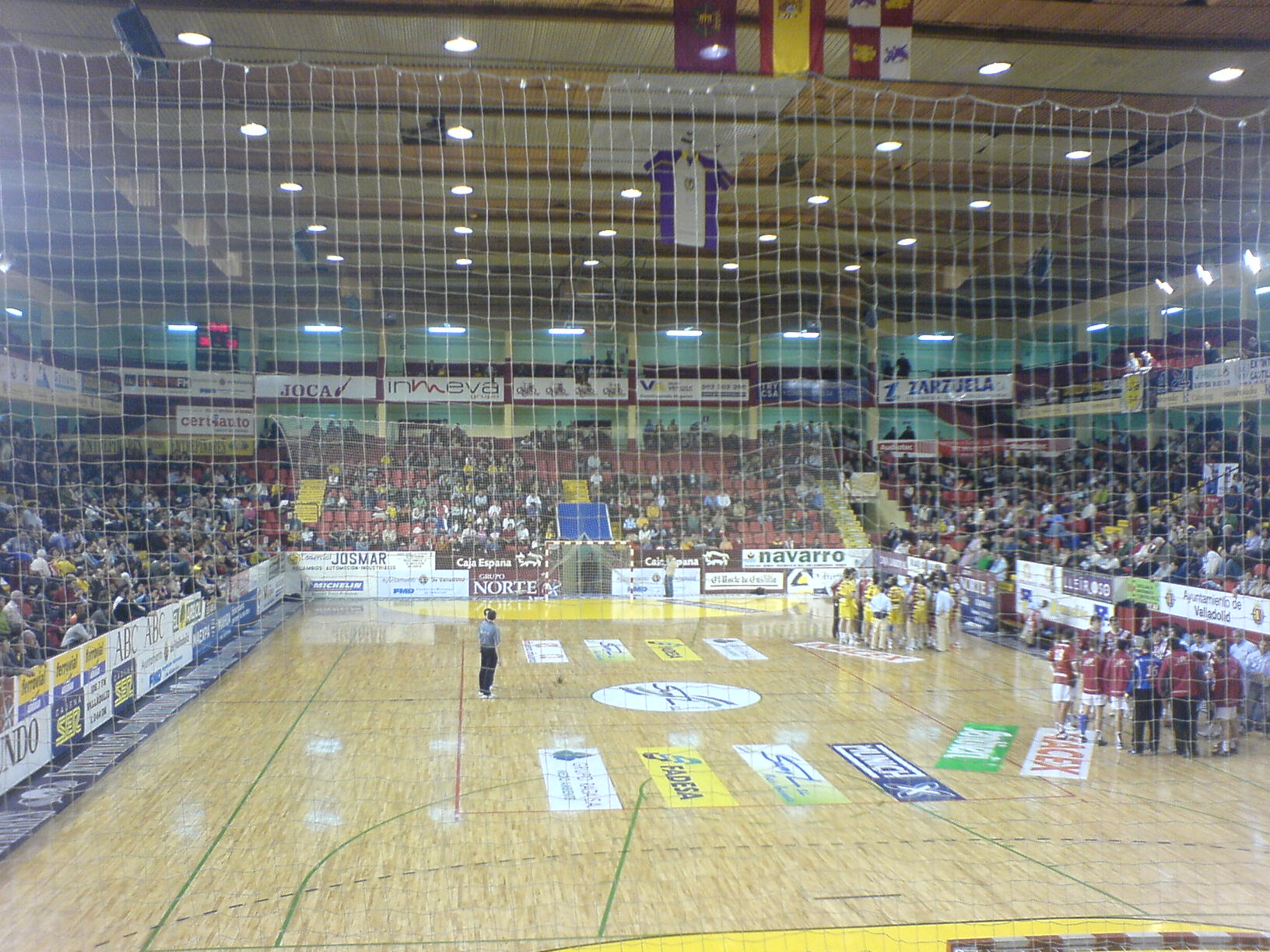
Aspecto del Polideportivo Huerta del Rey, en el que se puede apreciar en el techo una camiseta del BM Valladolid con el dorsal retirado de Raúl González

## Entrenador
Raul González empezó como segundo entrenador en el BM Ciudad Real junto a Talant Dujshebaev durante 6 temporadas.
Raúl continuó como segundo entrenador del BM Atlético de Madrid junto al resto del equipo durante 2 temporadas más hasta que el club desapareció.
A principios del 2014, Raúl González comenzó su etapa como primer entrenador en el RK Vardar de Macedonia. En las 4 temporadas y media que Raúl estuvo en Macedonia, este consiguió llegar 2 veces a la FINAL4 de Colonia y ganar esta en una ocasión, convirtiéndose en el Campeón de la Champions League en 2017 y ganando el premio al Mejor Entrenador del Mundo 2017.
En 2018, Raúl González se convirtió en el primer entrenador del equipo francés PSG, donde actualmente continúa trabajando.
Como entrenador de selección de balonmano de Macedonia del Norte, Raúl González consiguió que el equipo estuviese entre los 8 mejores equipos de Europa en el Campeonato Europeo de Croacia en 2018.

### Clubes
- BM Ciudad Real (2005-2010), segundo entrenador
- BM Atlético de Madrid (2011-2013), segundo entrenador
- RK Vardar (2014-2018)
- PSG (2018-presente)

### Selección
- Selección de balonmano de Macedonia del Norte (2017-2019)